# Виноградов Володимир Миколайович (лісівник)
Володи́мир Микола́йович Виногра́дов (6 січня 1924, Сосновка — 31 липня 1987) — радянський учений, фахівець з лісознавства, лісівництва і лісомеліорації, академік ВАСГНІЛ, Заслужений лісовод УРСР.

## Біографія
В. М. Виноградов народився в селі Сосновка (нині Похвистневського району Самарської області). У 1950 році закінчив з відзнакою Саратовський сільськогосподарський інститут, потім аспірантуру при Українському НДІ лісового господарства та агролісомеліорації (УкрНДІЛГА) в Харкові.
У 1953—1973 роках працював на Нижньодніпровській науково-дослідної станції залісення пісків (підрозділ УкрНДІЛГА в Олешках Херсонської області), де пройшов шлях від старшого наукового співробітника до заступника директора з наукової роботи (1954—1956) і директора (з 1956 року). У 1968 році здобув ступінь доктора сільськогосподарських наук, з 1973 року — академік ВАСГНІЛ. У 1971—1973 роках — директор Всесоюзного НДІ агролісомеліорації (ВНДІАЛМІ) в Москві. У 1973—1987 роках — член президії ВАСГНІЛ, академік-секретар відділення лісівництва та агролісомеліорації.
В. М. Виноградов займався вирішенням проблем ведення сільського і лісового господарства на пісках і зробив значний внесок у цій галузі науки. Створив науково обґрунтовані рекомендації щодо лісопосадок, садівництва та виноградарства на основі комплексної механізації; теоретично обґрунтував економічний ефект від насаджень в різних ґрунтово-гідрологічних умовах. Під керівництвом В. М. Виноградова були проведені посадки великих масивів лісу на Олешківських пісках.

## Нагороди та премії
- Орден Вітчизняної війни II ступеня (1945)
- Орден Червоної Зірки (1945)
- Орден «Знак Пошани» (1966)
- Два ордена Трудового Червоного Прапора (1971, 1979)
- Орден Вітчизняної війни I ступеня (1985)
- Шість медалей СРСР
- Державна премія СРСР (1986)

## Друковані праці
Володимир Миколайович Виноградов написав близько 200 наукових праць, серед яких 9 книг та брошур.
Найважливіші праці:
- Комплексное освоение Нижнеднепровских песков. — Одесса : Маяк, 1964. — 176 с.
- Оазисы в песках. — Одесса : Маяк, 1970. — 72 с.
- Под защитой леса. — М. : Лесная промышленность, 1978. — 112 с.
- Освоение песков. — М. : Колос, 1980. — 272 с.
- Лес и наука о нём.
- Рубежи науки о лесе.
- Лес и проблемы экологии.
- Лес и жизнь.
- Лес — компонент биосферы.